# Silia Kapsis

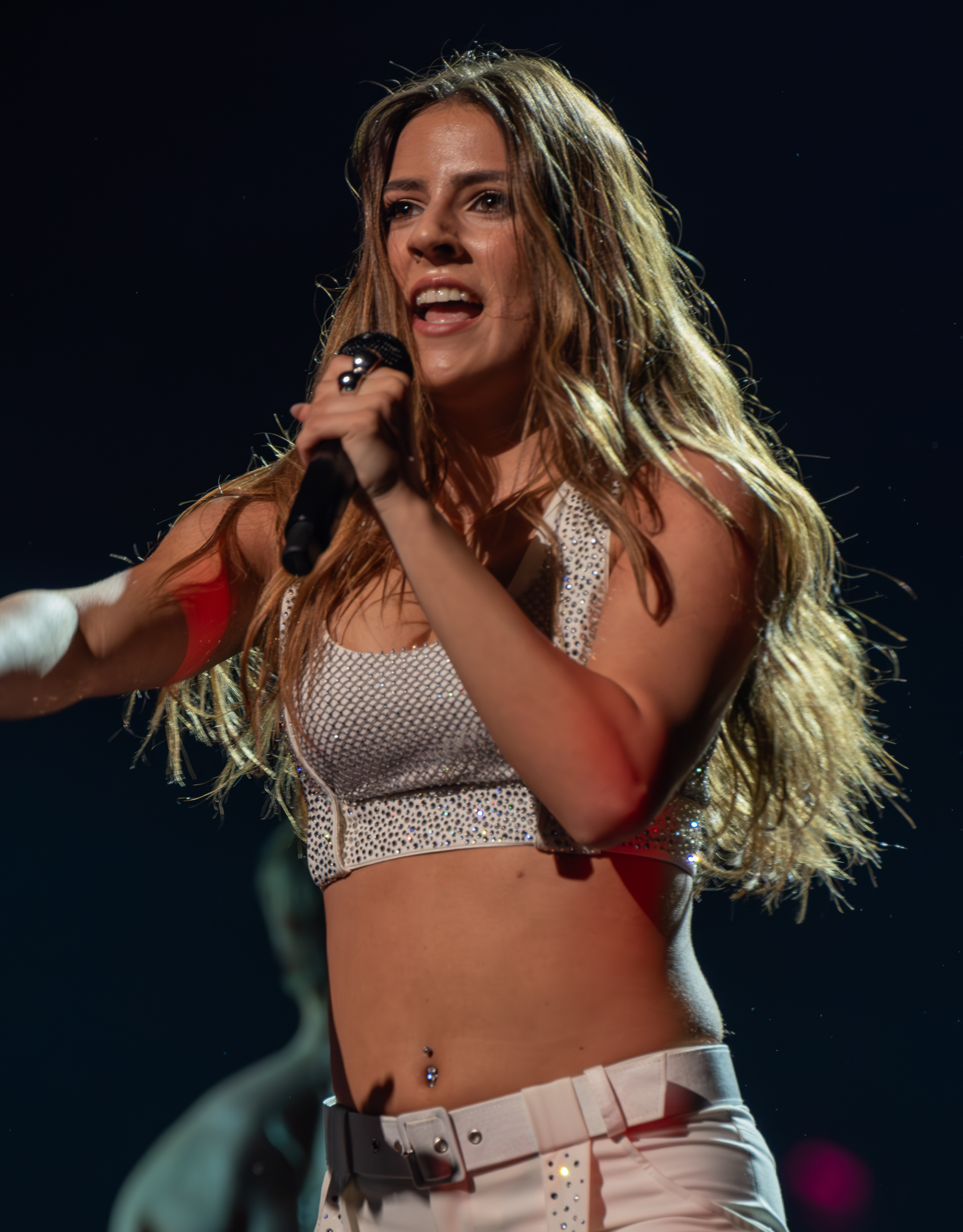
Silia Kapsis (2024)

Silia Kapsis (* 5. Dezember 2006 in Sydney) ist eine australische Sängerin. Sie vertrat Zypern beim Eurovision Song Contest 2024 in Malmö mit ihrem Lied Liar.

## Leben und Karriere
Silia Kapsis wurde in Sydney geboren. Ihre Eltern stammen aus Europa: Ihre Mutter aus Griechenland, ihr Vater aus Zypern.
Sie begann bereits früh damit, eigene Lieder zu schreiben. Ihre selbstgeschriebene Debüt-Single Who Am I? wurde 2022 veröffentlicht. Außerdem ist sie die Leadsängerin der Australian Youth Performing Arts Company und ist bereits international bei verschiedenen Veranstaltungen aufgetreten.
Daneben arbeitete Kapsis mit verschiedenen Choreografen zusammen und wurde in die ImmaBeast Dance Company in Los Angeles aufgenommen. Auch war sie Teil einer Tanz-Doku, die von Taboo, dem Rapper der Black Eyed Peas, produziert wurde. Im australischen Kinder-TV-Sender Nickelodeon arbeitet Kapsis regelmäßig als Moderatorin der Nick News. Sie arbeitet auch als Schauspielerin, wie zum Beispiel in dem Kurzfilm Pearly Gates oder der TV-Serie Welcome to Our Lockdown.
Am 25. September 2023 wurde bekanntgegeben, dass Kapsis Zypern beim Eurovision Song Contest 2024 in Malmö vertreten soll. Ihr Lied Liar, das von Dimitris Kontopoulos geschrieben wurde, wurde am 29. Februar veröffentlicht. Im Finale am 11. Mai 2024 belegte sie den 15. Platz.

## Diskografie

### Singles
- 2022: Who Am I?
- 2023: No Boys Allowed
- 2023: Disco Dancer
- 2023: Night Out
- 2024: Liar
- 2024: Red Flag
- 2025: What’s Your Name Again